# Belsk Duży (gromada)
Belsk Duży – dawna gromada, czyli najmniejsza jednostka podziału terytorialnego Polskiej Rzeczypospolitej Ludowej w latach 1954–1972.
Gromady, z gromadzkimi radami narodowymi (GRN) jako organami władzy najniższego stopnia na wsi, funkcjonowały od reformy reorganizującej administrację wiejską przeprowadzonej jesienią 1954 do momentu ich zniesienia z dniem 1 stycznia 1973, tym samym wypierając organizację gminną w latach 1954–1972.
Gromadę Belsk Duży z siedzibą GRN w Belsku Dużym utworzono – jako jedną z 8759 gromad – w powiecie grójeckim w woj. warszawskim, na mocy uchwały nr VI/10/5/54 WRN w Warszawie z dnia 5 października 1954. W skład jednostki weszły obszary dotychczasowych gromad Anielin, Belsk Duży, Belsk Mały, Bodzew, Jarochy, Mała Wieś, Rosochów, Stara Wieś, Wilczogóra i Złota Góra oraz część obszaru dotychczasowej gromady Skowronki (o powierzchni 67 ha stanowiąca tereny położone na północ od drogi Stara Wieś-Błędów) ze zniesionej gminy Belsk oraz obszar dotychczasowej gromady Odrzywółek ze zniesionej gminy Kobylin w tymże powiecie. Dla gromady ustalono 25 członków gromadzkiej rady narodowej.
1 stycznia 1959 do gromady Belsk Duży przyłączono wieś Sadków Duchowny ze znoszonej gromady Jeziórka w tymże powiecie.
31 grudnia 1959 do gromady Belsk Duży przyłączono obszar zniesionej gromady Wólka Łęczeszycka (bez wsi Kozietuły), a także wsie Sadków Kolonia i Sadków Szlachecki z gromady Lipie w tymże powiecie.
1 stycznia 1969 do gromady Belsk Duży włączono obszar zniesionej gromady Lewiczyn w tymże powiecie.
Gromada przetrwała do końca 1972 roku, czyli do kolejnej reformy gminnej. 1 stycznia 1973 w powiecie grójeckim reaktywowano gminę Belsk Duży (do 1954 o skróconej nazwie – gmina Belsk).